# Viduquindo
Para el cronista sajón del siglo X véase Viduquindo de Corvey
Viduquindo o Vitiquindo (siglo VIII; nombre modernizado Wittekind) fue un caudillo sajón pagano. Durante las guerras de Sajonia, fue el principal oponente de Carlomagno, que más tarde sería Emperador de Occidente.
En el año 782, cuando Carlomagno organizó Sajonia como una provincia de su reino y ordenó la conversión de los paganos al cristianismo, los sajones iniciaron una violenta revuelta contra los francos. Con el paso del tiempo, Viduquindo se convirtió en un símbolo de la independencia sajona y en una figura legendaria.

## Vida
Se sabe muy poco de la vida de Viduquindo. Todas las fuentes históricas provienen del bando de los que fueron sus enemigos, los francos, que pintaron un retrato negativo de Viduquindo, al que consideraban un "insurgente" y un "traidor". La primera mención aparece en el año 777, cuando fue uno de los nobles sajones que no se presentó ante Carlomagno en Paderborn. En su lugar, permaneció junto al rey danés Sigfred o posiblemente Sigurd Ring.
En el año 778, Viduquindo luchó contra los francos mientras Carlomagno estaba concentrado en la península ibérica. Entre 782 y 784 hubo batallas con los francos cada año. Aunque los francos consideraban que Viduquindo era el caudillo de la resistencia sajona, no se conoce su papel exacto en las campañas militares. Viduquindo se alió con los frisios. Las campañas de Carlomagno en el invierno de 784/785 tuvieron éxito y Viduquindo y sus aliados se vieron obligados a retirarse más allá del río Elba.

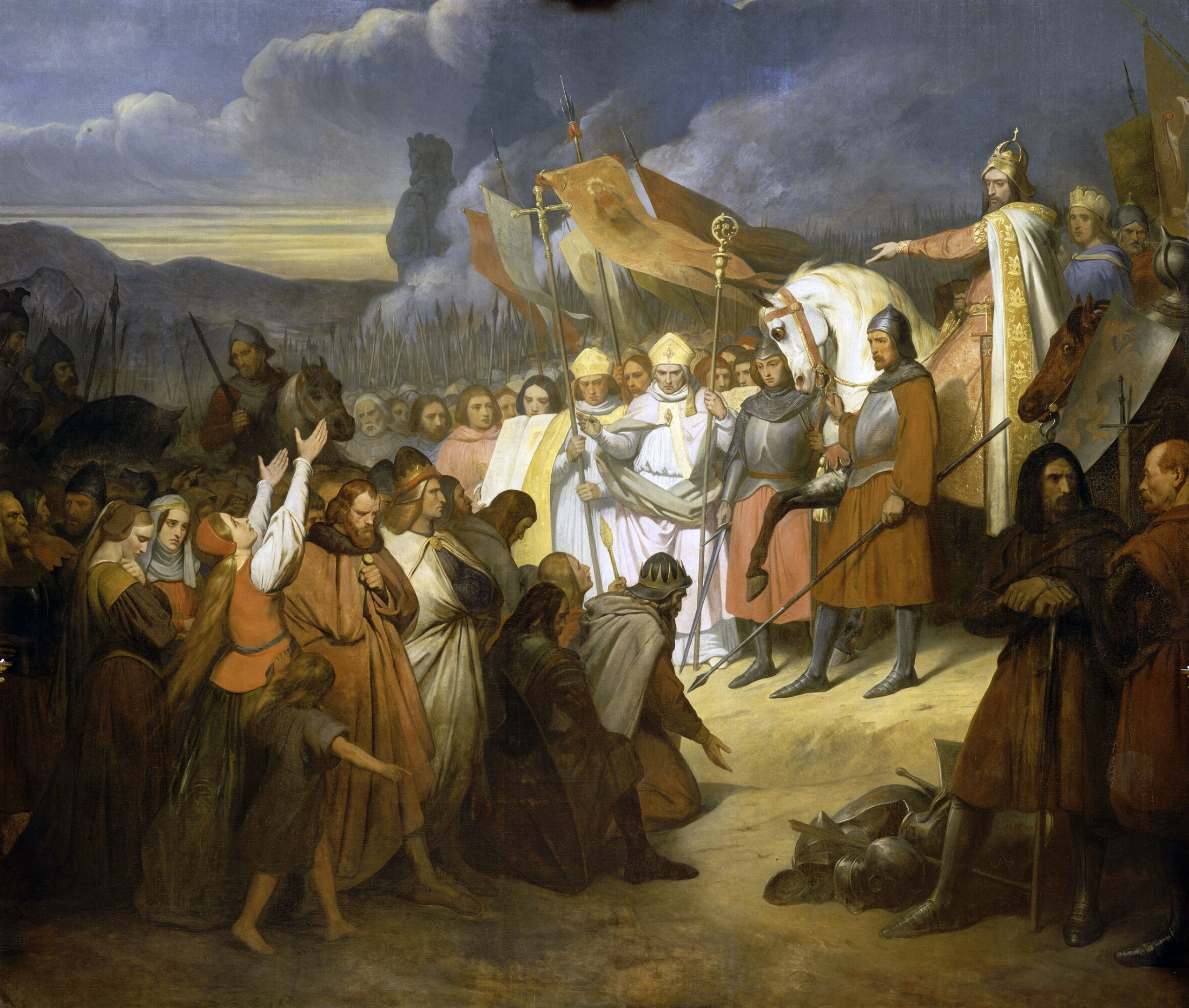
Carlomagno recibe en Paderborn la sumisión de Viduquindo en 785, por Ary Scheffer (1795-1858). Versalles.

Viduquindo aceptó rendirse en Bardengau en 785, con la condición de que no se le hiciera daño. Él y sus seguidores fueron bautizados en Attigny en 785, con Carlomagno como padrino.
No hay fuentes que hablen de la vida de Viduquindo después de su bautizo. Se conjetura que fue retenido en cautividad en un monasterio - al igual que otros caudillos depuestos por Carlomagno. Si esto fuera cierto, la abadía de Reichenau podría haber sido el lugar en el que Viduquindo pasó el resto de su vida. También es posible que recibiera un cargo en la ocupada Sajonia.
Algunas fuentes le vinculan con Eystein Halfdansson, por el matrimonio con su hija Geva de Haithabu (n. 755), pero no hay registros sobre una posible descendencia de tal relación.

## Percepción posterior
Durante el siglo IX Viduquindo pasó a ser considerado un héroe mítico. Alrededor del año 1100 se le hizo una tumba en Enger; las recientes excavaciones han podido confirmar que el contenido de la tumba es altomedieval, pero es imposible saber si los restos son los de Viduquindo. Cuando los reyes sajones de la dinastía otoniana reemplazaron a los reyes francos en la Francia Oriental, declararon con orgullo ser descendientes de Viduquindo: Matilda, esposa del rey Enrique I, decía ser descendiente directa en sexta generación de Viduquindo. La Casa de Billung, a la que pertenecieron varios Duques de Sajonia, también afirma que desciende de Viduquindo. La familia del Carretto y su supuesta rama francesa, de Charette, también reivindicaba descender de Viduquindo.